# La La La at Rock Bottom
Pour plus de détails, voir Fiche technique et Distribution.
La La La at Rock Bottom (味園ユニバース, Misono universe) est un film japonais réalisé par Nobuhiro Yamashita (en), sorti en 2015.
Il remporte le Soleil d'or au Festival du cinéma japonais contemporain Kinotayo 2015.

## Synopsis
Lors d'un concert en plein air à Osaka, un homme grimpe sur scène, s'empare du micro et se met à chanter. Sa performance étonne et Katsumi, la manager du groupe, cherche à en apprendre plus sur lui, mais le jeune homme est amnésique.

## Fiche technique
- Titre original : 味園ユニバース (Misono universe?)
- Titre français : La La La at Rock Bottom[2],[3]
- Réalisation : Nobuhiro Yamashita (en)
- Scénario : Tomoe Kanno
- Producteur : Shinji Ogawa
- Pays d'origine :  Japon
- Langue originale : japonais
- Format : couleurs - 35 mm
- Genre : comédie dramatique
- Durée : 103 minutes[4]
- Date de sortie :
  - Japon 14 février 2015[4]

## Distribution
- Subaru Shibutani : Pochio / Shigeo
- Fumi Nikaidō : Katsumi
- Sarina Suzuki : Makiko
- Katsumi Kawahara : Takuya

## Distinctions
- 2015 : Prix du meilleur acteur (Subaru Shibutani) et du meilleur scénario (Tomoe Kanno) au Festival FanTasia[5]
- 2015 : Soleil d'or au Festival du cinéma japonais contemporain Kinotayo 2015[1]